# قرار مجلس الأمن التابع للأمم المتحدة رقم 1000
قرار مجلس الأمن التابع للأمم المتحدة رقم 1000، الذي اتخذ بالإجماع في 23 حزيران / يونيو 1995، بعد التذكير بجميع القرارات المتعلقة بقبرص، ولا سيما القراران 186 (1964) و 969 (1994)، أعرب المجلس عن قلقه إزاء عدم إحراز تقدم في النزاع السياسي في قبرص ومدد ولاية قوة الأمم المتحدة لحفظ السلام في قبرص (UNFICYP) حتى 31 كانون الأول / ديسمبر 1995.
ولدى استعراض تقرير الأمين العام بطرس بطرس غالي، دعا المجلس السلطات العسكرية على الجانبين إلى ضمان عدم وقوع أي حوادث على طول المنطقة العازلة والتعاون مع قوة الأمم المتحدة لحفظ السلام في قبرص، وخاصة فيما يتعلق بتمديد اتفاقية 1989 غير المأهولة لتغطية جميع مناطق المنطقة العازلة. وطُلب من الأمين العام أن يبقي هيكل وقوة حفظ السلام قيد الاستعراض بغية إعادة هيكلتها إذا لزم الأمر.
وتم حث جميع الأطراف المعنية على الالتزام بخفض القوات الأجنبية في قبرص وخفض الإنفاق الدفاعي، كخطوة أولى نحو انسحاب القوات غير القبرصية على النحو المقترح في "مجموعة الأفكار" . وطلب القرار أيضا من الأطراف، وفقا للقرار 839 (1993)، الدخول في مناقشات بهدف حظر الذخيرة الحية والأسلحة داخل نطاق المنطقة العازلة. وحث قادة قبرص وشمال قبرص على تعزيز التسامح والمصالحة بين الطائفتين، ورحب بجهود الأمين العام للحفاظ على الاتصالات مع الزعيمين. وأولي أهمية لتنفيذ تدابير بناء الثقة في القرار 939 (1994).
وطُلب إلى الأمين العام أن يقدم تقريرا إلى المجلس بحلول 10 كانون الأول / ديسمبر 1995 عن التطورات في الجزيرة.

## روابط خارجية
- نص القرار في undocs.org